# چتر کوکتل

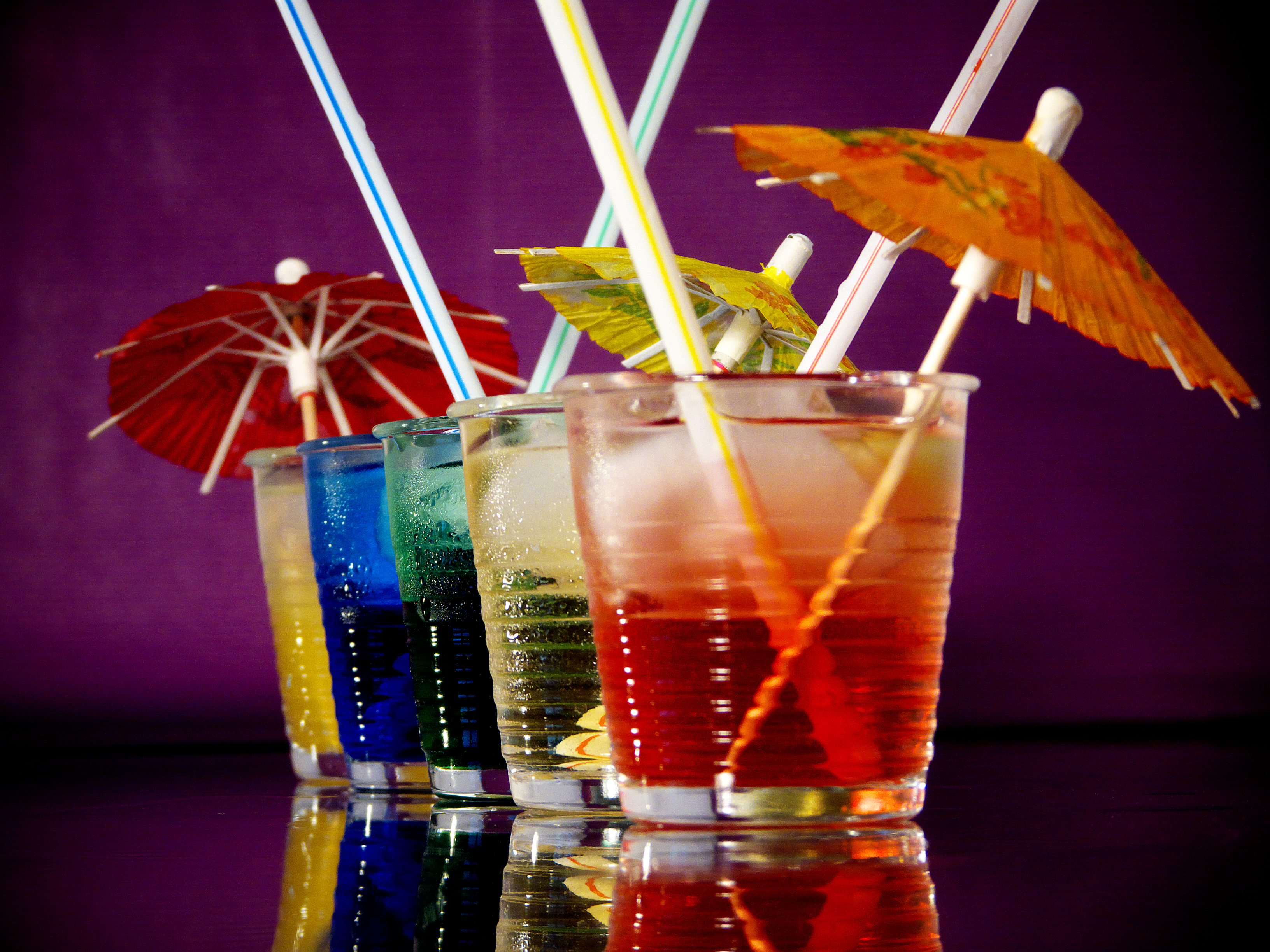
کوکتل همراه با چتر

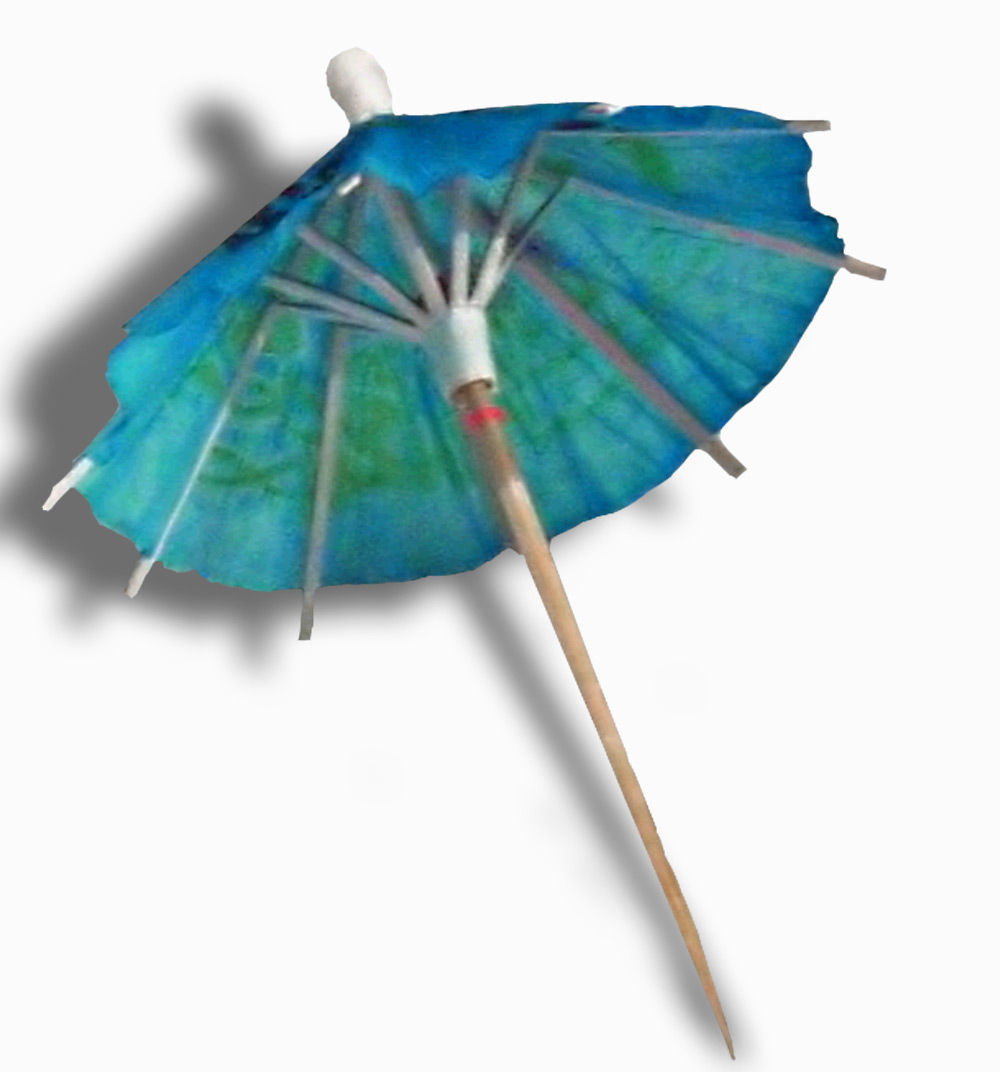
حلقه کوچک صورتی در زیر دنده مقوایی به منظور بازماندن چتر

چتر کوکتل (به انگلیسی: Cocktail umbrella) یک چتر کوچک یا سایبان ساخته شده از کاغذ، مقوا، و یک خلال دندان است که به عنوان چاشنی یا تزئین در کوکتل، دسر یا مواد غذایی و نوشیدنی‌ها دیگر استفاده می‌شود.
چتر از کاغذ، که می‌تواند دارای الگو باشد، با دنده مقوای از مد افتاده به منظور انعطاف‌پذیری تا چتر بسیار شبیه به یک چتر عادی کشیده یا بسته شود، حلقه نگهدارنده پلاستیکی کوچک و یک خلال دندان، به منظور جلوگیری از تا شدن خود به خود چتر، ساخته می‌شود.
باور بر این است که چتر کوکتل در اوایل سال ۱۹۳۲ توسط ویکتور برگرون تاجر ویک در سان فرانسیسکو وارد شده‌است.